# Галажинский, Эдуард Владимирович
Эдуа́рд Влади́мирович Галажи́нский (род. 16 июля 1968 года, г. Томск, РСФСР, СССР) — российский психолог, академик (2011) и вице-президент (с 2019) РАО, лауреат Премии Правительства РФ в области образования, председатель Томского областного отделения Русского географического общества (с 2015), с ноября 2013 года — ректор Томского государственного университета. Вр.и. о. президента Российской академии образования (с 8 февраля 2021 по 30 июня 2021).

## Биография
Родился в 1968 году. Его отец Владимир Антонович (1945—1992) работал ведущим инженером по научно-исследовательской работе студентов ТИАСУР. Мать Ольга Васильевна (р. 1946) была учительницей русского языка и литературы. У Эдуарда есть младший брат Антон (р. 1971), ныне профессор ТПУ.
Эдуард хорошо учился в средней школе, помимо учёбы занимался спортом, увлекался журналистикой, а также окончил ДМШ как пианист. После окончания школы (1985) поступил на исторический факультет ТГУ. В отличие от подавляющего большинства студентов, родившихся во второй половине 1960-х, на срочную службу не призывался. Окончил вуз в 1990 году по специальности «история» с квалификацией «историк, преподаватель истории и обществоведения».
C 1990 г. — младший научный сотрудник лаборатории медицинской психологии Научно-исследовательского института психического здоровья Томского научного центра СО АМН СССР (с 1992 г. — ТНЦ СО РАМН).
С 15 марта 1993 г. — заместитель директора по общим вопросам, с 1 октября 1993 г. — научный сотрудник отдела психологических проблем образования Института развития школ Сибири, Дальнего Востока и Севера РАО.
С 1995 г. — старший преподаватель кафедры психологии, заместитель декана (заведующий отделением психологии), с 1996 г. — доцент кафедры общей и прикладной психологии человека факультета русского языка и литературы Томского государственного педагогического университета.
С 1997 г. по 2005 г. — декан факультета психологии Томского государственного педагогического университета.
С ноября 1998 г. — доцент, с мая 2003 г. — профессор кафедры генетической и клинической психологии факультета психологии Томского государственного университета.
С декабря 2003 г. по ноябрь 2013 г. — заведующий кафедрой психологии личности факультета психологии Томского государственного университета (в 2005—2013 — по совместительству).
Учёное звание доцента по кафедре генетической и клинической психологии присвоено Министерством образования РФ 22 ноября 2000 г. Учёное звание профессора по кафедре общей психологии присвоено ВАК в 2004 г.
Одновременно с 1998 г. — директор Центра социально-психологического образования ТГУ. С 1999 г. — заместитель декана по учебной работе факультета психологии ТГУ.
В 2005—2012 гг. — декан факультета психологии Томского государственного университета.
С января 2013 г. — первый проректор Томского государственного университета и исполнительный директор «Программы развития Томского государственного университета на 2010—2019 гг.». Руководитель рабочей группы по подготовке Программы повышения конкурентоспособности ТГУ среди ведущих мировых научно-образовательных центров.
С 27 ноября 2013 г. по настоящее время — ректор Национального исследовательского Томского государственного университета.
В 2020 г. Э. В. Галажинский был избран председателем «Томского консорциума научно-образовательных и научных организаций».

## Научная деятельность
Область научных интересов Э. В. Галажинского — психология самореализации и саморазвития личности, психология лидерства и управления. 21 июня 1996 г. в совете Института образования Сибири, Дальнего Востока и Севера (ИОСДВиС) РАО защитил диссертацию «Психическая ригидность как индивидуально-психологический фактор школьной дезадаптации» на соискание учёной степени кандидата психологических наук (научный руководитель — член-корреспондент РАО, профессор Г. В. Залевский; утв. ВАК 18 октября 1996). Продолжив исследования, Э. В. Галажинский перешёл от изучения адаптивных стратегий жизни к исследованию сверхадаптивных — стратегий жизнетворчества, ненормативной активности и самореализации. Интегрировав теории и подходы научных школ «теории психологических систем» (В. Е. Клочко) и «общей теории ригидности» (Г. В. Залевский), Э. В. Галажинский исследовал проблему самореализации личности, вскрыл системную природу её детерминации в совокупности её причинных и непричинных детерминант. Разведение смыслов и ценностей как различных по своей природе непричинных детерминант позволило ему сформулировать проблему уровней самореализации и найти схемы формирующего эксперимента, облегчающие человеку переход от самореализации репродуктивно-адаптивного типа к самореализации продуктивно-сверхадаптивной. В июле 2002 г. в совете Барнаульского педагогического университета защитил диссертацию «Системная детерминация самореализации личности» на соискание учёной степени доктора психологических наук (научные консультанты — член-корреспондент РАО, профессор Г. В. Залевский и профессор В. Е. Клочко; утв. ВАК 20 сент. 2002).
Э. В. Галажинский руководитель 24 проектов, поддержанных ведущими российскими национальными научными фондами и федеральными целевыми программами. Результаты проектов удостоены дипломов и медалей многочисленных международных выставок и образовательных форумов.
Дважды обладатель гранта Президента РФ для поддержки молодых российских учёных-докторов наук (2003, 2006).
Автор более 150 научных работ, в том числе 9 монографий и учебных пособий. Им подготовлено 7 кандидатов наук и 2 доктора наук.
С 2005 г. — член-корреспондент Российской академии образования (РАО). В 2011 г. был избран действительным членом РАО и стал одним из самых молодых академиков государственной академии наук. Вице-президент РАО с 27 февраля 2019 г. Вр. и. о. президента Российской академии образования (с 8 февраля 2021 по 30 июня 2021).

## Деятельность в должности ректора Томского государственного университета
Как ректор ТГУ Э. В. Галажинский занимается выработкой стратегии развития университета, осуществляет руководство образовательной, научной, инновационной, производственно-хозяйственной и финансовой деятельностью университета.
Э. В. Галажинский был избран ректором в сложный момент, поскольку в 2013 г. Национальный исследовательский Томский государственный университет вошёл в число 15 ведущих вузов страны, чьи программы повышения международной конкурентоспособности были отобраны Советом по повышению конкурентоспособности ведущих университетов Российской Федерации среди ведущих мировых научно-образовательных центров (Проект 5-100).
Э. В. Галажинскому удалось создать эффективно работающую команду, сохраняющую преемственность исторических традиций первого сибирского университета и использующую перспективные методы управления для достижения поставленных целей.
В целях осуществления трансформации НИ ТГУ в исследовательский университет мирового класса в 2013—2020 гг. управленческой командой под руководством Э. В. Галажинского был сделан акцент на создание механизмов развития ключевого персонала вуза, вовлечения его в проекты изменений, в том числе и в управление университетом.
Наиболее значительными из достигнутых в этом направлении результатов являются: позиция Томского университета в институциональных рейтингах — первый квартиль (25 %) сильнейших вузов мира (QS), 4-e место среди российских вузов. Томский государственный университет стабильно входит в группу семи вузов — лидеров Проекта 5-100.
Под руководством Э. В. Галажинского была разработана система управления, ориентированная на обеспечение эффективной деятельности научно-педагогических коллективов и междисциплинарных платформ.
Им была проведена большая работа по построению университетской экосистемы, формированию и расширению пула партнёрских организаций (в него вошли в том числе 130 крупных высокотехнологичных компаний), участию ТГУ в крупных международных коллаборациях (CERN, ATLAS, TOTEM, CMS).
Э. В. Галажинским особое внимание уделяется инфраструктуре вуза, развитию комфортной среды для преподавателей и студентов университета, созданию единой информационной системы кампуса. За эти годы были введены в строй новые корпуса и общежития ТГУ, в том числе студенческий жилой комплекс «Парус» (2014), новое общежитие из двух корпусов «Маяк» (2020), корпус Института экономики и менеджмента. Началось строительство нового учебно-лабораторного корпуса Creative Media Hall.
Э. В. Галажинский инициирует многие проекты, направленные на выполнение «третьей миссии» университета — взаимодействие с регионом, на организацию совместной работы его органов власти, руководителей и исследователей вузов и НИИ, представителей технологического бизнеса и социальных предпринимателей. Является участником разработки концепции проекта Большого Томского университета.

## Санкции
6 марта 2022 года после вторжения России на Украину подписал письмо в поддержу российской агрессии. С 9 июня 2022 года находится под персональными санкциями Украины за поддержку войны. Также был внесён ФБК в список коррупционеров и разжигателей войны за поддержку нападения на Украину, 16 марта 2022 года форумом свободной России внесён в «Список Путина» с предложением введения против него международных санкций.

## Общественная деятельность
Председатель Томского регионального отделения Русского географического общества (с 2015). Депутат Законодательной Думы Томской области VI созыва от партии «Единая Россия», избран по Вузовскому одномандатному избирательному округу № 1 (с 2016).
Член Президиума Российского психологического общества. Член Межведомственного Совета по присуждению премий Правительства РФ в области науки и техники. Член Совета по реализации программ развития опорных университетов Министерства образования и науки РФ. Член координационного совета по реализации Комплексного проекта модернизации образования в Томской области.
Член редколлегии журналов: «Сибирский психологический журнал» (Томск), «Вестник Томского государственного университета» (Томск), «Проблемы управления в социальных системах» (Томск), «Экономика. Психология. Бизнес» (Красноярск), «Психология обучения» (Москва), «Теоретическая и экспериментальная психология» (Москва), «Psychology in Russia: State of the Art» (Москва).

## Награды
- Почётная грамота Министерства образования РФ (2003)
- Медаль «За заслуги перед Томском» (2004)
- Юбилейной медалью «400 лет городу Томску» (2004)
- Юбилейная медаль «70 лет Томской области» (2014)
- Медаль «За укрепление боевого содружества» (2016)
- Благодарность Министерства образования и науки РФ (2016)
- Медаль «За отличие» (награда Мэра г. Томска, 2018)
- Почётная грамота Совета Федерации (2018)
- Медаль «За достижения» (награда Губернатора Томской области, 2018)
- Медаль ордена «За заслуги перед Отечеством» II степени (27 февраля 2020) — за заслуги в научно-педагогической деятельности, подготовке высококвалифицированных специалистов и многолетнюю добросовестную работу[10].

## Почётные звания, премии и иные виды наград
- Лауреат конкурса на соискание премии Томской области в сфере образования и науки (1997, 2004)
- Лауреат премии благотворительного фонда В. Потанина (2003)
- Почётный работник высшего профессионального образования РФ (2007)
- Лауреат конкурса на соискание премии Томской области в сфере образования, науки здравоохранения и культуры (2009)
- Лауреат Государственной премии Правительства РФ 2009 г. в области образования в составе коллектива авторов за создание научно-практической разработки «Оптимизация педагогического процесса в классическом университете»
- Диплом Российского психологического общества в номинации «Лучшая монография по психологии» (2012), медалью в номинации «Программы и проекты разных уровней образования» (2012)
- Лауреат общенациональной премии «РЕКТОР ГОДА» (2020)
- Заслуженный работник высшей школы Российской Федерации (6 августа 2025 года)[11].